# 여성주의
여성주의(女性主義, 영어: feminism 페미니즘[*])는 여성을 포함하여 성별 등의 정치ㆍ경제ㆍ사회 문화적인 차별을 지양하는 사상 혹은 활동이다. 학계의 여성주의자들은 여성을 억압하는 여성차별과 여성의 사회적 인식·지위를 기술하는 데 집중한다. 이 중 퀴어 이론에서는 젠더(gender)와 섹스(sex)가 사회적 환상이며 젠더와 섹슈얼리티가 사회적으로 만들어지는 과정을 연구하여 사회 관계를 이해하는 대안적 모델을 제시한다. 몇몇 여성주의 학자들은 모든 형태의 위계 질서, 기업과 정부, 그리고 모든 형태의 단체에 존재하는 질서가 탈중앙화되고 민주주의 체제로 대체되어야 한다고 주장한다. 다른 이들은 그 어떠한 조직이라도 집중화되어 있다면 이는 남성중심적(androcentric) 가족 구조에 기반한 것이며 개혁되고 교체되어야 한다고 주장한다. 이리하여 여성주의 학자들은 여성주의의 본질을 성과 젠더에 국한하지 않는 방향으로 나아갔다.
여성주의 정치적 활동가들은 피임에 대한 접근, 가정폭력, 임산부 휴가(maternity leave), 여성에 대한 동등한 임금, 성희롱, 성추행, 여성차별, 성폭력 등에 관심을 가졌다. 여성주의자들이 연구하는 분야는 가부장제, 편견, 성적 대상화와 억압 등이 있다.
1960년대와 1970년대 여성주의의 주축은 스스로 모든 여성의 대표라 여기는 서양 백인 중산층 여성의 문제만을 반영하고 있었다. 그러나 그 후 다양한 제3세계 등의 여성주의 사상가들은 '여성'이 균질한 정체성을 공유하는 개인들의 그룹이라는 전제를 문제시하였다. 새로운 조류를 타고 여성주의자들은 다양한 배경에서 출현하였으며 여성주의 이론가들은 젠더·섹슈얼리티와 타 사회 정체성들, 이를테면 인종이나 계급의 교차점에 집중하기 시작하였다. 이는 풀뿌리 민주주의 운동으로 나아갔고, 사회적 계급과 인종, 문화와 종교에 기반한 한계를 극복하는 것을 추구하였다. 이에 여성주의는 문화적으로 지역화되었으며, 해당 사회의 여성에게 중요한 문제를 대하고(예를 들어, 아프리카의 여성 할례, 선발 자본주의 경제의 유리천장 현상), 특정 현상들(이를테면 강간, 근친상간, 모성)이 보편적인 이슈인지를 토론하였다.

## 사상의 기원

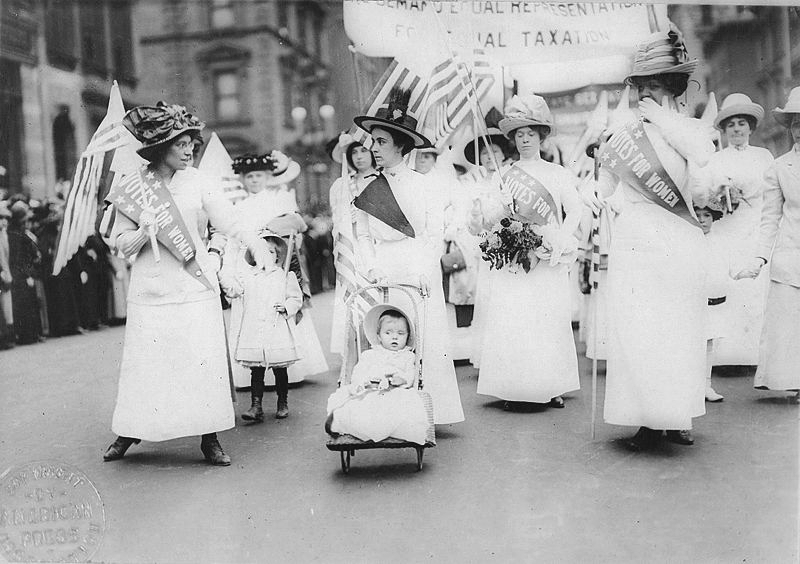
1912년 미국 뉴욕에서 열린 여성 참정권 도입 촉구 집회

여성주의를 상징하는 문양. 여성을 상징하는 기호(♀)에 불끈 쥔 주먹을 합성했다.

문화가 사람의 모든 것을 결정한다고 믿는 문화 결정론자인 프란츠 보아스는 제자들에게 자신의 견해를 입증할 과제를 내준다. 그것은 미국령에 서구사회와는 사뭇 다른 부족을 찾아내 조사하라는 것이었다. 그 중, 마가렛 미드란 제자가 그 밑에서 석사 과정을 밟고 있었는데 그녀도 그 과제에 참여를 했다. 그녀는 사모아 제도에서 별다른 발견을 하지 못했으나 부족 중 두 사람에게서 자신들의 부족은 여자가 남자를 쫓아다니고 남자는 소심해 여자가 먼저 말 걸어주길 기다려준다는 얘기를 듣는다. 훗날 마가렛 미드에게 그 얘기를 해준 그 부족 사람들은 그것이 사실과는 다르며 농담이라고 밝혔다. 하지만, 마가렛 미드가 그들의 얘기를 통해 생각한 것이 있었다. 근본적인 성차는 기존 유형과는 다른 성적 사회화가 이뤄지면 청소년들이 완전히 달라진다는 생각이 그것이었는데 그 당시 사람들은 그 생각에 동의했다. 이것이 페미니즘을 생각하게 만드는 시초가 됐다.

### 본격적 등장
현대적 의미의 철학과 운동으로서의 페미니즘은 계몽 시대의 매리 워틀리 몬태규(Mary Wortley Montagu)나 콩도르세 후작 등의, 여성의 교육을 촉구하는 사상가들에게서 그 뿌리를 찾을 수 있다. 1785년 네덜란드 공화국의 남부 도시 미델베르흐(Middleburg)에서 여성을 위한 과학 협회가 처음으로 설립되었다. 이 기간 동안 과학 등을 다루는 여성 잡지들이 대중화 되었다. 메리 울스턴크래프트의 《여성의 여러 권리에 대한 옹호》(A Vindication of the Rights of Woman, 1792년)은 페미니즘적 첫 저서 중 하나이다.
19세기 여성이 불공평한 대우를 받고 있다는 인식이 널리 공유되기 시작함에 따라 페미니즘은 조직적인 움직임으로 발전하였다. 페미니즘 운동은 특히 19세기 사회 개혁 운동(초기 사회주의 운동)에 근거하였다. 공상적 사회주의자 샤를 푸리에는 1837년 féminisme라는 단어를 도입하였다. 그는 이미 1808년 여성의 권리 신장이 모든 사회 진보의 기초가 되어야 한다고 주장하였다. 1869년 존 스튜어트 밀은 "하나의 성이 타 성에게 법적으로 종속되는 것은 잘못된 것이며 (…) 이는 인류 발전에 크나큰 장애가 되고 있다"라는 것을 증명하려 《여성의 종속》를 저술하였다. 페미니즘적인 조직의 첫 움직임은 1848년 뉴욕주의 Senecca Falls에서 열린 첫 여성 권리 컨벤션에서 찾아볼 수 있다.
20세기 초반부터 여성들의 권리 신장이 일어나기 시작한다. 1917년의 러시아 10월 혁명은 여성들의 정치적 권리에 가장 큰 공헌을 한 것으로 평가되고 있다. 당시의 러시아 혁명 정부는 여성들에게 남성들과 완전히 동등한 정치권을 주었으며, 가사노동 이외의 사회 활동도 가능하도록 도와주는 장치도 마련하였다. 또한, 제1차 세계 대전 기간 동안 여성들이 전쟁에 참여한 남성들을 대신하여 국내 산업노동의 큰 비중을 차지한 것 역시 여성들의 권리신장에 크게 기여한 요소이다.

### 한국의 여성주의
한국의 페미니즘은 1980년대부터 등장하였다. 이들 여성주의는 자유주의적 여성주의, 사회주의적 여성주의, 기독교 여성주의 등 다양한 형태로 나타났다. 이 중 자유주의적 여성주의자들과 사회주의적 여성주의자들은 결혼 제도, 정조론을 비판하였는데, 자유주의 여성주의자들이 결혼의 자유, 연애의 자유, 성적 자유를 주장한 반면 사회주의 여성주의자들은 가정이나 순결에서의 해방을 주장하였다.

#### 자유여성주의
자유주의를 내세우는 여성주의의 계파로, 여성은 남성과 동일한 이성적 능력을 가진 존재로 여성들이 이성적 능력을 발전시킬 수 있도록 해줄 법률적, 교육적 개혁캠페인을 강조하였다. 한국에서는 대표적 자유여성주의자로 나혜석, 김명순, 김일엽, 박인덕 등이 있었다. 이들은 자유연애, 정조 문제 철폐, 섹슈얼리티 문제를 제기하였다. 이들은 모성 보다 여성의 정체성, 섹슈얼리티를 중요하게 여겼다. 나혜석은 "정조는 도덕도 법률도 아무것도 아니요, 오직 취미다. 밥 먹고 싶을 때 밥 먹고, 떡 먹고 싶을 때 떡 먹는 것과 같은 것"이라고 선언하였다. 모성애에 대해서는 사회와 국가가 강요하는 관습이며 모성애를 갖지 않을 권리를 요구하였다.
나혜석 등은 영과 육체가 하나가 될 때만이 진정한 사랑이 된다고 주장하였고, 김일엽은 연애, 결혼할 때 그 사람에 대한 신뢰만 저버리지 않으면 그것이 정조라고 하였다. 자유주의적 여성주의자들은 순결과 정조를 거부하고 자유로운 사랑, 자유로운 연애를 주장하였다.

#### 사회여성주의
마르크스주의를 내세우는 여성주의 계파다. 허정숙, 주세죽, 정칠성 등이었다. 이들은 "계급이 있는 한 참된 연애는 없다."고 주장하여 반봉건 계급투쟁에 훨씬 더 무게를 실었다. 이들은 여성 그 자체 보다는 혁명과 계급을 앞세웠다. 여성이 해방되려면 계급해방이 되어야 한다고 생각했던 것이다.
모성애에 대해서 비판적이지는 않았지만 콜론타이의 견해를 수용, 국가와 사회가 어머니 역할을 수행하고, 가사노동을 분담하여 여성을 가정에서 해방시키자는 것이 주 견해였다.
그리고 계급해방이 되려면 민중 해방부터 이룩해야 된다고 보았다. 이들 사회주의적 여성주의자들은 순결과 정조를 거부하고 자유로운 사랑, 자유로운 연애를 주장했다. 그러나 남자, 여자가 평등한 관계여야 된다는 점을 특히 강조하였다. 자유주의적 여성주의자들이 단순히 성적 자유, 성적 자기결정권을 내세웠다면 이들은 봉건 제도와 도덕관에 저항하는 뜻에서 자유 연애를 외쳤다. 이들은 자유 연애를 여성 해방으로 간주하였다.

#### 기독교 여성주의
기독교 계열 여성운동가로는 김활란, 황신덕 등이 있었다. 기독교 계몽 운동의 영향을 받은 이들은 가부장적인 기독교 윤리를 그대로 받아들였다. 일부 일처제를 강조하고 순결을 강조한 기독교는 축첩 제도라는 봉건 제도를 비판하면서도 유교적 가부장제의 정절론, 모성론과는 뜻을 같이 하였다.

## 여타 사회운동과의 관계
많은 페미니스트들은 정치에 대한 포괄적인 접근을 시도한다. 페미니스트들은 마틴 루터 킹 주니어의 "어디든지 정의가 위협받으면 모든 곳에서 정의가 위협받게 된다."는 표현을 몸소 실천하려 노력하고 있다. 절대다수의 페미니스트들이 여성해방 운동 뿐만 아니라, 시민 권리 운동과 게이 권리 운동, 장애인 권리 운동 등을 지지한다.
이러한 페미니즘의 면모는 세계 여성의 날(매년 3월 8일)의 성립 과정에서 잘 볼 수 있다. 세계 여성의 날이 국제적인 사회혁명의 흐름 가운데서 생겨났던 것처럼, 현재의 여성주의 운동도 세계적인 사회운동과 더불어 그 주장의 폭을 넓혀가고 있다.

### 다른 사회 운동 조류와의 혼합
아래의 링크들은 모두 영문 위키백과 링크들이다.
- 마르크시스트 여성주의: 자본주의 체제 혁명을 여성 해방의 핵심 방법으로 여김.
- 탈식민주의 여성주의: 기존 여성주의가 지나치게 서구 중심적이라 비판하며, 흑인, 제3 세계 여성들의 삶에 좀 더 초점을 맞춰야 한다고 주장.
- 아나키아 여성주의: 무정부주의 운동과 여성 운동이 함께한 형태.
- 레즈비언 여성주의: 성 다양성에 대한 옹호.
- 자유주의적 여성주의
- 생태여성주의: 환경 파괴와 여성 억압의 연관성을 중요시 함.

## 이슈에 관한 관점

### 성매매
여성 운동의 많은 이슈들에서처럼, 성매매에 대한 다양한 페미니즘 관점이 존재한다. 이 관점들은 일반적으로 성매매에 대해 비판적이거나, 지지하는 두 가지 관점으로 느슨하게 구분될 수 있다. 반성매매 페미니스트들은 성매매가 여성 착취와 여성에 대한 남성 지배의 형태이며, 기존의 가부장제 사회 질서의 결과라고 주장한다. 이 페미니스트들은 성매매가 남성에 의해 이용되거나 학대당하는 성적 대상으로서의 여성에 관한 고정관념을 강화하므로, 성매매 여성 자신과 사회 전체에 매우 부정적인 영향을 미친다고 주장한다. 다른 페미니스트들은 성매매 및 다른 성 노동에 여성과 남성이 참여를 선택할 수 있다고 주장한다. 이러한 관점에서 성매매는 강제 성매매과 구별되어야하며, 페미니스트들이 성 산업과 법 체계 모두에 의한 가해로부터 성 노동자를 보호해야 한다고 주장한다.

### 포르노그래피
포르노그래피에 관한 페미니즘의 관점은 여성에 대한 폭력의 형태로서 포르노그래피를 비난하는 관점부터 페미니즘적 표현의 매체로서 포르노그래피의 형태를 포용하는 관점까지를 아우른다. 이 문제에 관한 페미니즘의 논쟁인 성욕에 관한 페미니즘 관점을 둘러싼 더 넓은 관심사를 반영하며, 성매매, BDSM 등에 대한 페미니즘의 논쟁과 밀접하게 관련되어 있다. 영어 사용 국가의 페미니스트 사이에서 포르노그래피는 페미니즘에서 가장 논쟁적인 문제 중에 하나이다. 페미니스트 간의 이러한 첨예한 대립은 반포르노 여성주의자와 섹스 긍정 여성주의자가 격렬하게 대립한 1980년대의 여성주의자 섹스 논쟁에서 볼 수 있다.

## 참고 문헌
- United Nations Human Development Report 2004: Section 28, Gender, Work Burden, and Time Allocation (PDF)
- Women in National Parliaments, November 2004
- P. Norris, Women's Legislative Participation in Western Europe, West European Politics

## 같이 보기
- 세계 여성의 날
- 성폭력
- 여성 운동
- 여신학
- 여성주의 철학
- 퀴어 이론
- 대한민국의 여성주의
- 대한민국의 여성 운동
- 대한민국의 성 불평등
- 여성혐오
- 남성혐오
- 사회적 성
- 반여성주의
- 가부장제
- 자유주의